# Аврелий Аниций Симмах
Аврелий Аниций Симмах (лат. Aurelius Anicius Symmachus) — политический деятель Западной Римской империи при императоре Гонории.
Он принадлежал к римским семьям Анициев и Симмахов. Аврелий, вероятно, был родственником оратора Квинта Аврелия Симмаха, возможно, сыном брата или сестры, которая вышла замуж за члена рода Анициев.
В 415 году Симмах отбывал должность проконсула Африки. Находясь на этом посту, он получил право на получение апелляции. В период с 24 декабря 418 года по январь 420 года, он был префектом города Рима и в этой должности он писал в суд относительно проблем, связанных с преемственностью папе Римскому Зосиме, который скончался через два дня после вступления Симмаха в должность. Он также восстановил рынок в Остии и один из римских форумов.